# Esplanade Léo-Hamon
L'esplanade Léo-Hamon est une voie située dans le 13e arrondissement de Paris, en France.

## Origine du nom

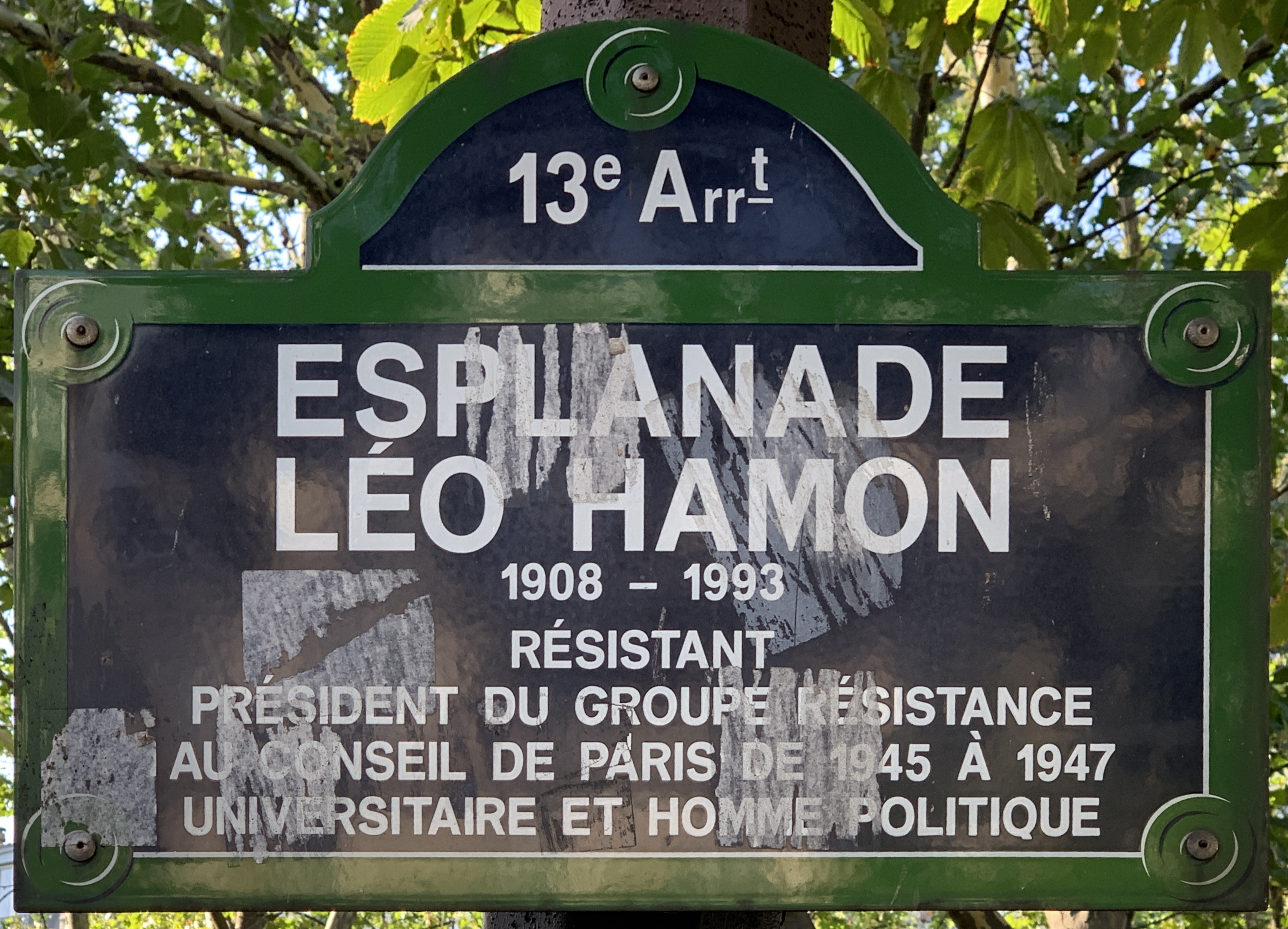
Plaque de l'esplanade.